# Kanton Lorquin
Kanton Lorquin (fr. Canton de Lorquin) byl francouzský kanton v departementu Moselle v regionu Lotrinsko. Tvořilo ho 18 obcí. Zrušen byl po reformě kantonů 2014.

## Obce kantonu
- Abreschviller
- Aspach
- Fraquelfing
- Hattigny
- Héming
- Hermelange
- Lafrimbolle
- Landange
- Laneuveville-lès-Lorquin
- Lorquin
- Métairies-Saint-Quirin
- Neufmoulins
- Niderhoff
- Nitting
- Saint-Quirin
- Turquestein-Blancrupt
- Vasperviller
- Voyer